# Avena longiglumis
Avena longiglumis é uma espécie de planta com flor pertencente à família Poaceae. 
A autoridade científica da espécie é Durieu, tendo sido publicada em Revue de Botanique, Bulletin Mensuel 1: 359. 1845.

## Distribuição
Ocorre no norte de África, na Ásia ocidental e no sudoeste da Europa (Itália, Espanha e Portugal).

## Portugal
Trata-se de uma espécie presente no território português, nomeadamente em Portugal Continental.
Em termos de naturalidade é nativa da região atrás indicada.

## Protecção
Não se encontra protegida por legislação portuguesa ou da Comunidade Europeia.

## Sinónimos
Segundo a base de dados The Plant List, possui o seguinte sinónimo:
- Avena barbata subsp. longiglumis (Durieu) Lindb.